# 布魯克林-曼哈頓運輸股份有限公司

布魯克林有軌電車網絡（互動地圖）

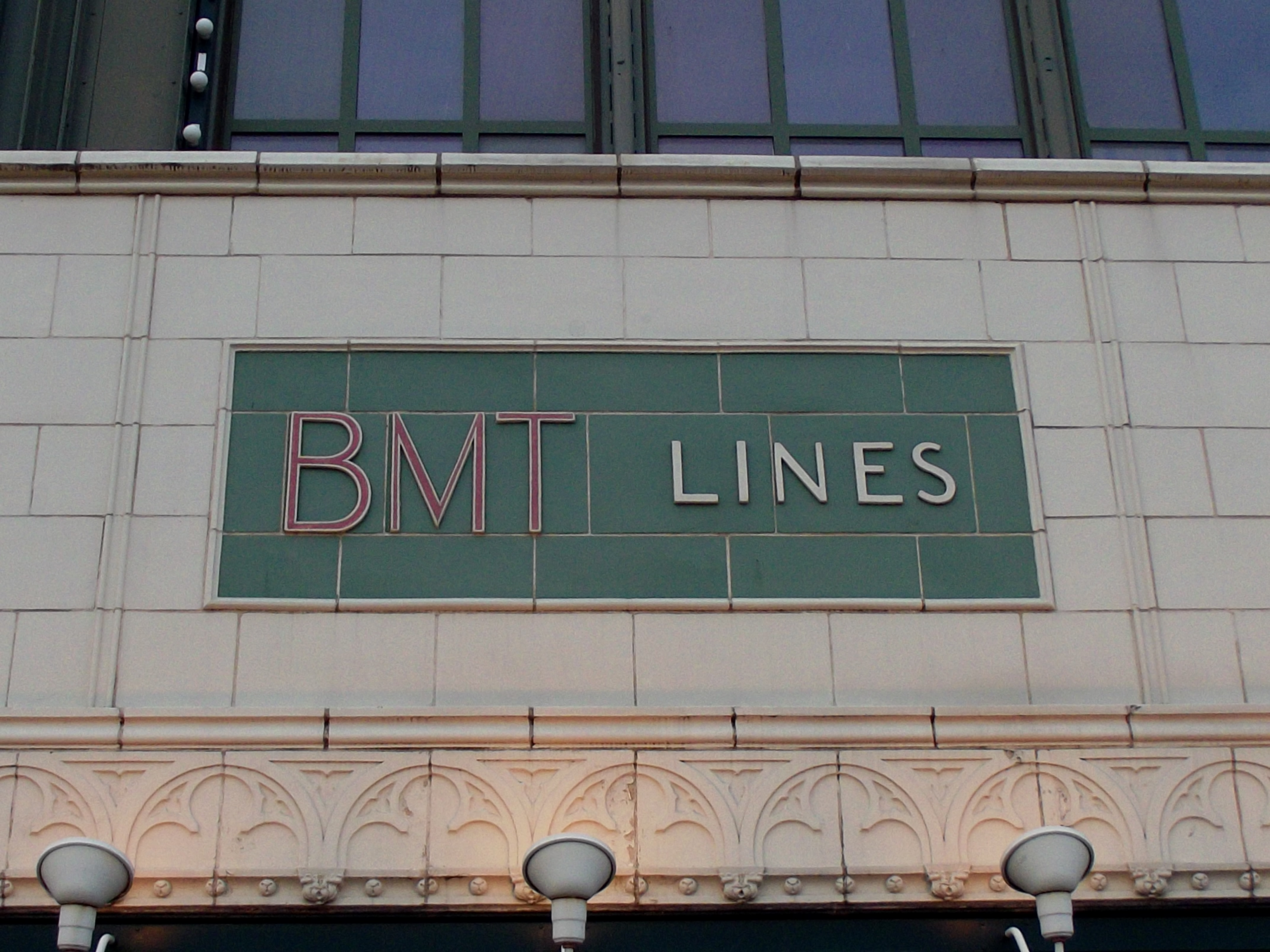
康尼島車站入口

布魯克林-曼哈頓運輸股份有限公司（英語：Brooklyn–Manhattan Transit Corporation），簡稱布曼運輸（BMT），是一間設於美國紐約市布魯克林的公共交通股份公司，1923年開始公司化。1940年出售予紐約市。今天連同獨立地鐵系統（IND）共同組成了現代紐約地鐵的B分部。原初BMT路線成為J/Z線、L線、M線、N線、Q線、R線和W線列車，同時還有富蘭克林大道接駁線，另外IND的B線、D線與F線在布魯克林使用BMT軌道，而A線則短暫在皇后區使用BMT軌道。M線列車橫過威廉斯堡大橋後途經克里斯蒂街連接線進入IND軌道，Q線以及部分繁忙時段的N線在BMT 63街線進入IND，而R線途經60街隧道連接線進入IND。Z線列車在繁忙時段的尖峰方向輔助J線。